# Туркул Олександр Олександрович
Олександр Олександрович Туркул (Туркало) (* 1890 — † листопад 1936, Польща) — полковник Армії УНР.

## Життєпис
Народився у м. Полтава. У російській армії — капітан.
У 1918 р. — командир батареї 1-го Запорізького легкого гарматного полку Армії УНР, згодом — Армії Української Держави. 
У 1919 р. — командир 3-ї батареї Республіканського гарматного полку Дієвої армії УНР, у подальшому — 21-го Запорізького гарматного полку Дієвої армії УНР. 
У другій половині 1920-го р. — командир 8-го гарматного куреня  3-ї Залізної стрілецької дивізії Армії УНР. 
Помер на еміграції в Польщі.